# Solar Impulse (літак)

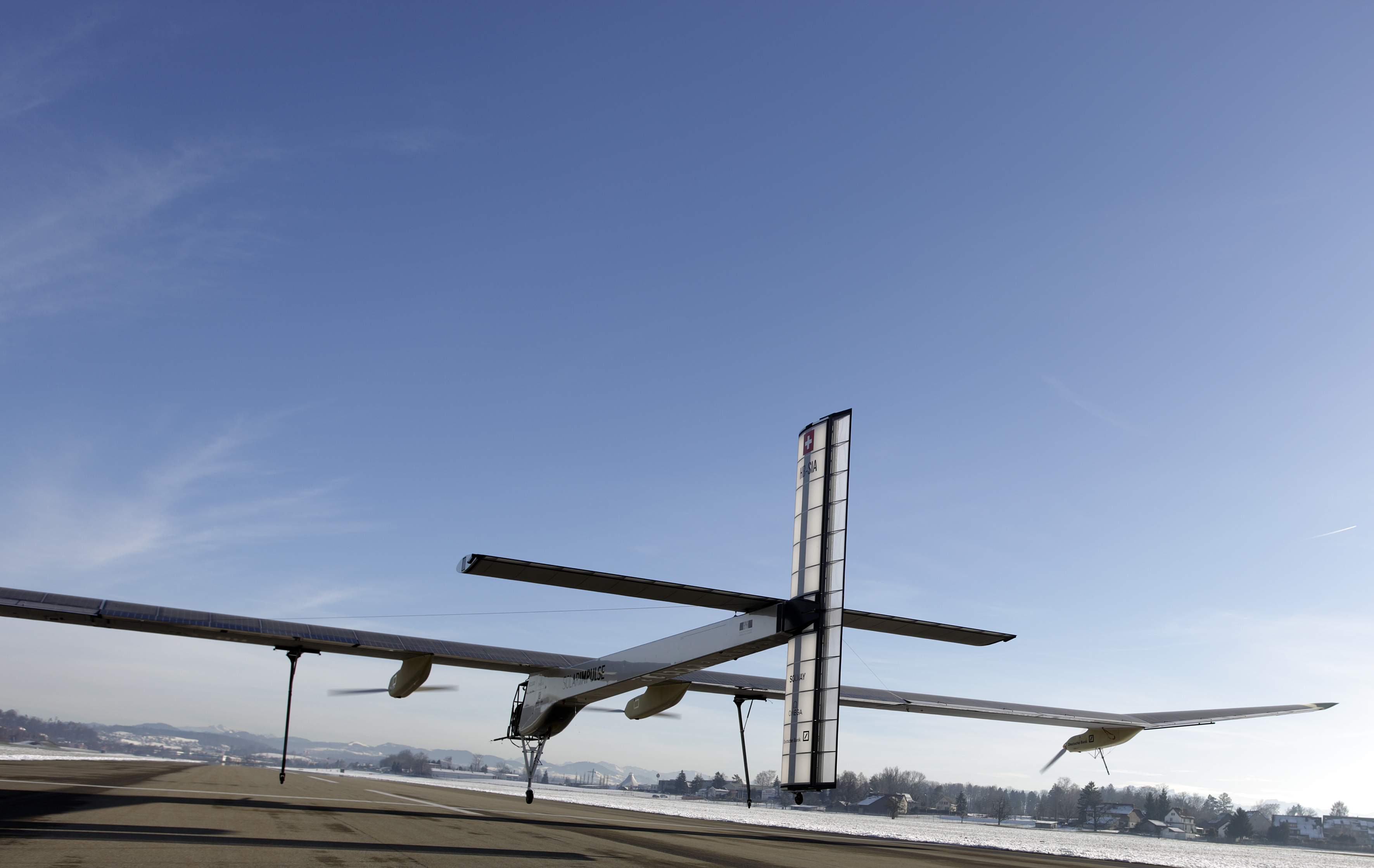
Пілотований літак на сонячних батареях HB-SIA, перед першим тестовим польотом, 3 грудня 2009

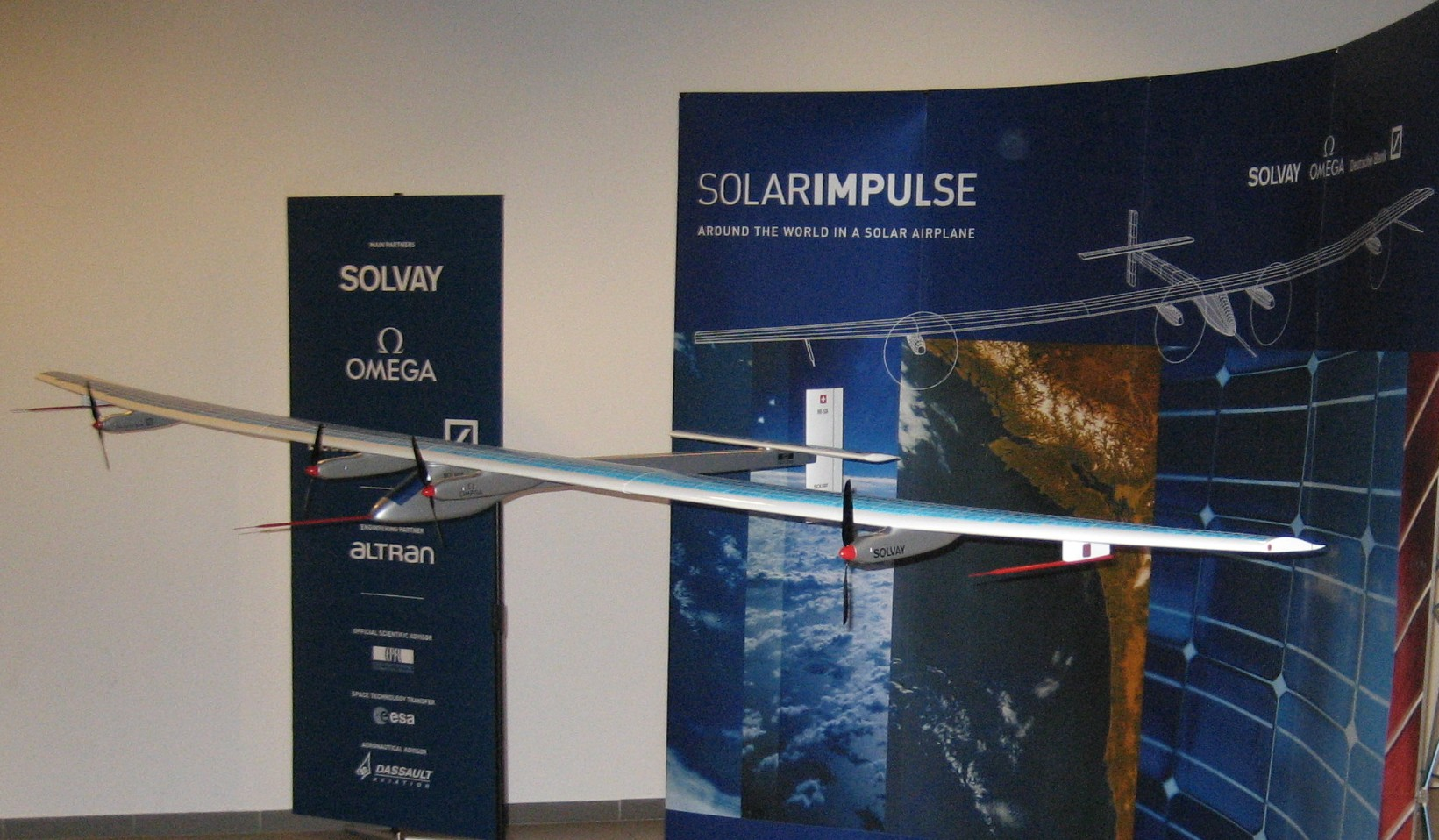
Концептуальна модель літака

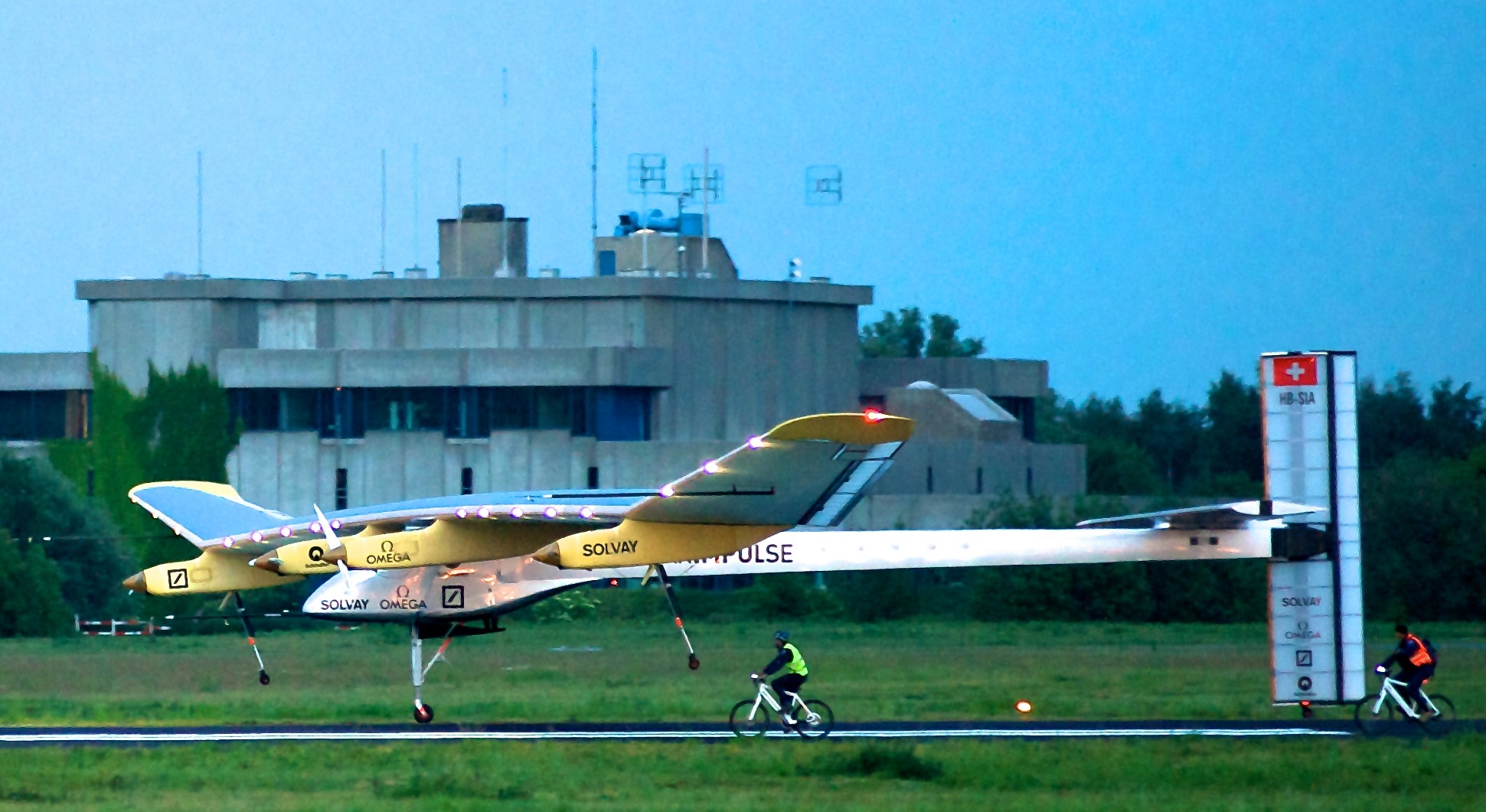
Solar Impulse HB-SIA під час приземлення в аеропорту Брюсселя, 13 травня 2011

Solar Impulse (офіційна назва прототипу HB-SIA) — літак на сонячній енергії, розроблений компанією «Solar Impulse», який є прототипом літального апарата, призначеного для здійснення безпосадочної навколосвітньої подорожі та пропаганди альтернативної енергетики. Апарат був представлений публіці 26 червня 2009 року швейцарським аеронавтом та ідеологом проекту Бертраном Пікаром. Перший політ відбувся 3 грудня 2009 року. Випробування пройшли на авіабазі Дюбендорф.

## HB-SIA

### Концепція
Solar Impulse має розмах крил 72 метри (в порівнянні — у Boeing 747-8 розмах крил 68,5 метри), масу — 2300 кг, корпус та крила виготовлені з вуглеволокна. Крейсерська швидкість — 70 км/год. 17 тисяч сонячних батарей протягом дня виробляють електроенергію, яка використовується для живлення 4 електродвигунів загальною потужністю 7,35 квт і зарядки акумуляторних батарей. Цієї енергії вистачає на політ вночі, тому одномісний літак теоретично може перебувати в повітрі як завгодно довго. Крім енергії, накопиченої в акумуляторах, для виконання польоту в нічний час літак також використовує запас набраної протягом дня висоти.

### Перший політ тривалістю 26 годин
7-8 липня 2010 року прототип HB-SIA здійснив перший 26-годинний політ. Літак, пілотований Андре Боршберґом піднявся в повітря в 6:51 ранку з аеродрому в Payerne, Швейцарія і повернувся на аеродром наступного дня о 9:00 за місцевим часом (UTC +2)[2]. Максимальна висота польоту — 8700 м є рекордною для літальних апаратів на сонячних батареях. Під час польоту машина розвинула швидкість до 125 км/год. При цьому був встановлений світовий рекорд тривалості пілотованого польоту для літальних апаратів на сонячних батареях — 26 годин.
57-річний пілот Андре Боршберг (André Borschberg) повідомив, що політ пройшов нормально. Єдині незручності склали холод в кабіні пілота (-20 °С) і біль в спині від тривалого сидіння.

### Переліт через США
Переліт над територією США відбувся в п'ять етапів у період з 3-го по 6 липня 2013 року. Загальна протяжність маршруту склала близько 5 тис. км із стартом на Західному узбережжі США в штаті Каліфорнія та фінішем у Нью-Йорку на східному. Перша зупинка відбулася у місті Фінікс (штат Аризона), наступні у Далласі, Сент-Луїсі та Цинциннаті, а останній етап місії розпочався у Вашингтоні. На півдорозі на лівому крилі «Сонячного імпульсу» ушкодилася обшивка, внаслідок чого пілоту — швейцарцю Андре Боршбергу — довелося зрізати дистанцію, щоб швидше дістатися до пункту призначення. Літак торкнувся злітно-посадкової смуги близько 23:09 за місцевим часом — на три години раніше запланованого.

## HB-SIB
HB-SIB — швейцарський реєстраційний код другого літака Solar Impulse. Офіційна презентація літака відбулася 9 березня 2014 на аеродромі міста Пайерн у Швейцарії. Для трансконтинентальних та трансокеанських перельотів встановлено досконаліше навігаційне обладнання та забезпечено підтримання постійного тиску в салоні. Сам салон істотно збільшений за обсягом у порівнянні з першим літаком для забезпечення комфортного тривалого перебування пілота на борту. Повністю перероблена конструкція та ергономіка пілотського крісла, спинка якого переводиться в горизонтальне положення та дозволяє спати прямо на борту.
Розмах крил HB-SIB — 72 метра, трохи більше, ніж розмах крил Airbus A380, найбільшого пасажирського літака у світі, а загальна вага 2300 кг.
Обладнання салону, в тому числі кисневе, забезпечує політ на висоті 12.000 метрів. Реально літак здатний піднятися на 8500 метрів, а потужність його електродвигунів за сукупністю становить 70 к. с.

### Навколосвітній політ

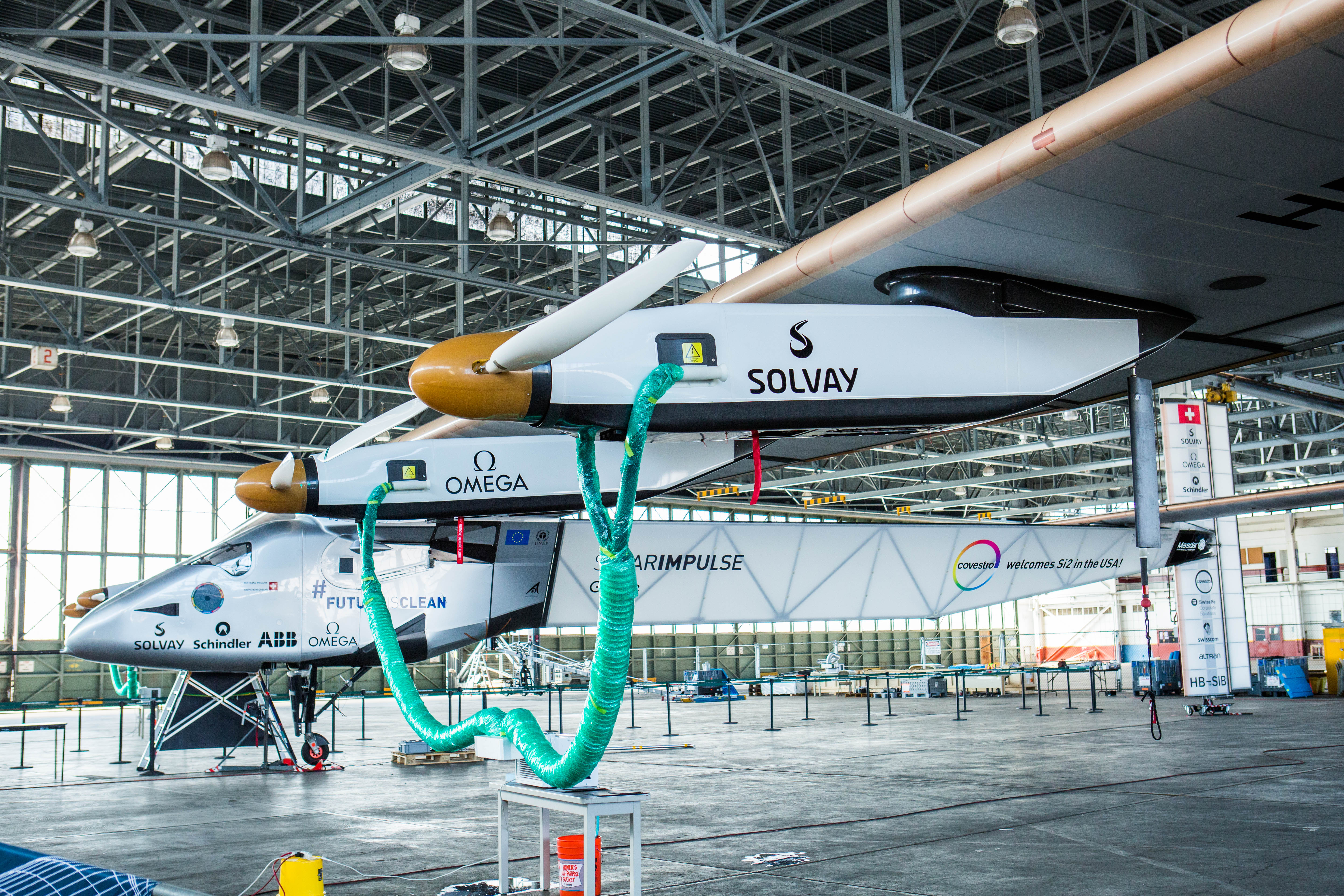
Solar Impulse 2 в ангарі на Оаху (Гаваї)

Навколосвітній політ розпочався в 2015 році. Політ було розділено на 17 етапів безпосадочного польоту, кожний тривалістю три-чотири дні. Навколосвітня подорож була завершена 26 липня 2016 року.
9 березня 2015 в Абу-Дабі в 7:12 за місцевим часом Solar Impulse 2 почав свій навколосвітній політ. Маршрут розбитий на 12 ділянок з посадками в Маскаті, Ахмадабаді, Варанасі, Мандалаї, Чунціні, Нанкіні, на Гаваях, у Фініксі і Нью-Йорку.. Дві найдовші ділянки шляху (з Китаю на Гаваї і з Нью-Йорка в Європу чи Північну Африку) повинні зайняти близько 120 годин безперервного польоту. 2 липня літак зробив планову посадку на Гаваях. До цього часу літак вже провів в повітрі близько 12 діб та подолав більше 13 000 кілометрів. Було повідомлено, що він залишиться на Гаваях до квітня 2016 року, коли тривалість дня у північній півкулі буде достатньою, щоб проводити багатоденні рейси на сонячних батареях. У той же час, представники Гавайського університету і Міністерства транспорту США зберігають літак в ангарі аеропорту Kalaeloa на острові Оаху.
21 квітня 2016 року повітряне судно вирушило із Гавайських островів, де його ремонтували вісім місяців, батареї літака пошкодились під час польоту з Японії. Через сильний вітер виліт з Гаваїв затримався на понад годину. Solar Impulse долетів до Каліфорнії, а звідти повернеться до Абу-Дабі, звідки вилетів у березні 2015 року. Літаком керував Бертран Пікар — він змінив Андре Боршберга, який вів судно до Гаваїв під час попереднього перельоту. Перед посадкою судно пролетіло над мостом Золоті ворота у Сан-Франциско..
На 11 етапі переліт із міста Фенікс, що в Аризоні, до Оклахоми, з посадкою у місті Тулса, зайняв у пілота Бертрана Пікара понад 18 годин. Наступним став політ до Нью-Йорка.
21 червня 2016 року почався черговий етап подорожі навколо світу — переліт через Атлантичний океан до Іспанії.
11 липня 2016 року літак вилетів із Севільї до Каїру. Політ тривав 50 годин 30 хвилин.
24 липня літак почав останній переліт за маршрутом Каїр — Абу-Дабі. Він успішно завершився через 48 годин 26 липня, звідки почалася навколосвітня подорож.